# Krestovaja (Jakoetië)
Krestovaja (Russisch: Крестовая) is een gehucht (selo) in het noorden van de oeloes Nizjnekolymski in het noordoosten van de Russische autonome republiek Jakoetië. De plaats ligt aan de rechteroever (zuidzijde) van het riviertje Vatapvaam, iets van haar monding in de Oost-Siberische Zee, ten noordwesten van Kaap Krestovy. De plaats ligt op 225 kilometer van het oeloescentrum Tsjerski en 180 kilometer van het naslegcentrum Pochodsk (nasleg Pochodski). In 2001 telde het 4 inwoners.
Bestuurlijk centrum: Tsjerski

Ambartsjik · Androesjkino · Dve viski · Jermolovo · Kolymskoje · Krestovaja · Michalkino · Nizjnekolymsk · Petoesjki(†) · Pochodsk · Timkino · Tsjoekotsjja